# 新木場緑道公園
新木場緑道公園（しんきばりょくどうこうえん）は、東京都江東区新木場四丁目にある都立の海上公園（東京都港湾局所管）である。

## 概要
夢の島緑道公園と若洲海浜公園を結び、東京ヘリポートと隣接する荒川沿いの細長い公園で眺望が良い。
海側と陸側に緑道があり、海側からは葛西臨海公園や葛西海浜公園、東京ディズニーリゾートなどの景色が良く見える。また、陸側と海側を結ぶ歩道橋「緑と海の橋」からは東京メトロの新木場車両基地を眺めることができる。さらに、東京ヘリポートにて離着陸するヘリコプターも眺められる。園内には自転車路が整備されており、サイクリングにも適した公園である。
通年入園自由、無料。男女別型トイレ（1箇所）・ベンチ有り。飲料自動販売機・子ども用遊具無し。夜間は暗い。

## アクセス
鉄道
- JR京葉線・りんかい線・東京メトロ有楽町線新木場駅から徒歩約15分。

バス
「東京へリポート前」から徒歩約1分。
- 都営バス：木11

## 周辺施設
- 夢の島公園
- 新木場公園